# Tweede Kamerverkiezingen in het kiesdistrict Tiel (1850-1869)
Tweede Kamerverkiezingen in het kiesdistrict Tiel (1850-1869) geeft een overzicht van verkiezingen voor de Nederlandse Tweede Kamer in het kiesdistrict Tiel in de periode 1850-1869.
Het kiesdistrict Tiel werd ingesteld in 1850 bij de inwerkingtreding van de Kieswet. Tot het kiesdistrict behoorden de volgende gemeenten: Ammerzoden, Beesd, 
Brakel, Deil, Dreumel, Driel, Est en Opijnen, Gameren, Geldermalsen, Haaften, Hedel, Heerewaarden, Herwijnen, Hurwenen, Kerkwijk, Nederhemert, Ophemert, Poederoijen, Rossum, Tiel, Varik, Vuren, Waardenburg, Wadenoijen, Wamel, Zaltbommel en Zuilichem.
In 1858 werd de indeling van het kiesdistrict gewijzigd. De gemeenten Ammerzoden, Beesd, Brakel, Driel, Gameren, Hedel, Heerewaarden, Herwijnen, Hurwenen, Kerkwijk, Nederhemert, Poederoijen, Rossum, Vuren, Zaltbommel en Zuilichem werden toegevoegd aan het kiesdistrict Gorinchem en de gemeenten Dreumel en Wamel aan het kiesdistrict Nijmegen. Tevens werd een gedeelte van het kiesdistrict Amersfoort (de gemeenten Beusichem, 
Buren, Buurmalsen, Culemborg, Dodewaard, Echteld, IJzendoorn, Kesteren, Lienden, Maurik en Zoelen) toegevoegd aan het kiesdistrict Tiel.
Het kiesdistrict Tiel vaardigde in dit tijdvak per zittingsperiode één lid af naar de Tweede Kamer. 
Legenda
- cursief: in de eerste verkiezingsronde geëindigd op de eerste of tweede plaats, en geplaatst voor de tweede ronde;
- vet: gekozen als lid van de Tweede Kamer.

## 27 augustus 1850
De verkiezingen werden gehouden na ontbinding van de Tweede Kamer, na inwerkingtreding van de Kieswet waarbij het kiesdistrict Tiel werd ingesteld.
|                         | 27 augustus |
| ----------------------- | ----------- |
| Kiesgerechtigden        | 1.560       |
| Opkomst                 | 1.060       |
| Geldige stemmen         | 1.045       |
| Blanco stemmen          | 7           |
| Kandidaten              |             |
| E.W. van Dam van Isselt | 538         |
| W.R. van Hoëvell        | 470         |

## 8 juni 1852
De verkiezingen werden gehouden vanwege de afloop van de zittingstermijn van het gekozen lid. 
|                         | 8 juni |
| ----------------------- | ------ |
| Kiesgerechtigden        | 1.441  |
| Opkomst                 | 782    |
| Geldige stemmen         | 775    |
| Blanco stemmen          | 7      |
| Kandidaten              |        |
| E.W. van Dam van Isselt | 645    |
| G. Groen van Prinsterer | 26     |
| N.F.C.J. Sassen         | 16     |
| W.R. van Hoëvell        | 15     |
| A. Schouten             | 15     |

## 9 november 1852
Edmond van Dam van Isselt, gekozen bij de verkiezingen van 8 juni 1852, trad op 8 oktober 1852 af vanwege zijn verkiezing als lid van de Eerste Kamer. Om in de ontstane vacature te voorzien werd een tussentijdse verkiezing gehouden.
|                   | 9 november | 23 november |
| ----------------- | ---------- | ----------- |
| Kiesgerechtigden  | 1.441      | 1.441       |
| Opkomst           | 946        | 1.099       |
| Geldige stemmen   | 940        | 1.091       |
| Blanco stemmen    | 6          | 8           |
| Kandidaten        |            |             |
| J.A.A. Leemans    | 277        | 614         |
| J.M. de Kempenaer | 318        | 477         |
| J.C. Rijk         | 114        |             |
| D.C. Steyn Parvé  | 108        |             |
| P.A. Reuchlin     | 74         |             |
| A.F.H. Hoffmann   | 19         |             |
| J. van den Andel  | 15         |             |

## 17 mei 1853
De verkiezingen werden gehouden na ontbinding van de Tweede Kamer.
|                   | 17 mei |
| ----------------- | ------ |
| Kiesgerechtigden  | 1.404  |
| Opkomst           | 1.126  |
| Geldige stemmen   | 1.097  |
| Blanco stemmen    | 9      |
| Kandidaten        |        |
| J.M. de Kempenaer | 721    |
| J.A.A. Leemans    | 345    |

## 13 juni 1854
De verkiezingen werden gehouden vanwege de afloop van de zittingstermijn van het gekozen lid. 
|                   | 13 juni |
| ----------------- | ------- |
| Kiesgerechtigden  | 1.404   |
| Opkomst           | 900     |
| Geldige stemmen   | 885     |
| Blanco stemmen    | 4       |
| Kandidaten        |         |
| J.M. de Kempenaer | 662     |
| W.H. Dullert      | 196     |

## 8 juni 1858
De verkiezingen werden gehouden vanwege de afloop van de zittingstermijn van het gekozen lid. 
|                   | 8 juni |
| ----------------- | ------ |
| Kiesgerechtigden  | 1.454  |
| Opkomst           | 943    |
| Geldige stemmen   | 941    |
| Blanco stemmen    | 5      |
| Kandidaten        |        |
| J.M. de Kempenaer | 539    |
| B. van Merlen     | 360    |
| P.A. Reuchlin     | 17     |

## 16 oktober 1860
Jacobus de Kempenaer, gekozen bij de verkiezingen van 8 juni 1858, trad op 24 september 1860 af vanwege gezondheidsredenen. Om in de ontstane vacature te voorzien werd een tussentijdse verkiezing gehouden.
|                          | 16 oktober |
| ------------------------ | ---------- |
| Kiesgerechtigden         | 1.598      |
| Opkomst                  | 947        |
| Geldige stemmen          | 945        |
| Blanco stemmen           | 3          |
| Kandidaten               |            |
| W.F.C. van Lidt de Jeude | 615        |
| J.C.F. van Hoytema       | 218        |
| J. van Lennep            | 62         |
| H. Dijckmeester          | 24         |

## 10 juni 1862
De verkiezingen werden gehouden vanwege de afloop van de zittingstermijn van het gekozen lid. 
|                          | 10 juni |
| ------------------------ | ------- |
| Kiesgerechtigden         | 1.634   |
| Opkomst                  | 705     |
| Geldige stemmen          | 692     |
| Blanco stemmen           | 13      |
| Kandidaten               |         |
| W.F.C. van Lidt de Jeude | 539     |
| J.C.F. van Hoytema       | 130     |

## 12 juni 1866
De verkiezingen werden gehouden vanwege de afloop van de zittingstermijn van het gekozen lid. 
|                          | 12 juni |
| ------------------------ | ------- |
| Kiesgerechtigden         | 1.627   |
| Opkomst                  | 893     |
| Geldige stemmen          | 887     |
| Blanco stemmen           | 6       |
| Kandidaten               |         |
| W.F.C. van Lidt de Jeude | 736     |
| J.J. Hasselman           | 133     |

## 30 oktober 1866
De verkiezingen werden gehouden na ontbinding van de Tweede Kamer.
|                             | 30 oktober |
| --------------------------- | ---------- |
| Kiesgerechtigden            | 1.627      |
| Opkomst                     | 1.178      |
| Geldige stemmen             | 1.177      |
| Blanco stemmen              | 1          |
| Kandidaten                  |            |
| W.F.C. van Lidt de Jeude    | 857        |
| L.A.J.W. Sloet van de Beele | 177        |
| J.J. Hasselman              | 86         |

## 22 januari 1868
De verkiezingen werden gehouden na ontbinding van de Tweede Kamer.
|                             | 22 januari |
| --------------------------- | ---------- |
| Kiesgerechtigden            | 1.680      |
| Opkomst                     | 1.026      |
| Geldige stemmen             | 1.015      |
| Blanco stemmen              | 10         |
| Kandidaten                  |            |
| W.F.C. van Lidt de Jeude    | 691        |
| A.A. Bleijenberg            | 176        |
| L.A.J.W. Sloet van de Beele | 123        |

## Voortzetting
In 1869 werd het kiesdistrict Tiel omgezet in een meervoudig kiesdistrict, waaraan gedeelten van de kiesdistricten Amersfoort (de gemeenten Amerongen, Cothen, Doorn, Driebergen, Langbroek, Leersum, Rhenen, Rijsenburg, Werkhoven en Wijk bij Duurstede), Nijmegen (de gemeenten Dreumel en Wamel) en Utrecht (de gemeente Odijk) toegevoegd werden. De gemeente Haaften werd ingedeeld bij het kiesdistrict Gorinchem.